# غشای بین استخوانی ساعد
غشای بین استخوانی ساعد (انگلیسی: Interosseous membrane of forearm) به صورت یک ورقه از فیبر می باشد که لبه های بین استخوانی استخوان رادیوس و اولنا را به یکدیگر متصل می کند. جهت حرکت فیبرها از پروکسیمال رادیوس به دیستال اولنا میباشد. این لیگامان در طی سوپیناسیون سفت می گردد و در طی پروناسیون شل می شود.
غشای بین استخوانی خود از ۵ لیگامان تشکیل شده است: 
1. باند مرکزی (Central band)
2. باند فرعی (Accessory band)
3. باندل مایل دیستال (Distal oblique bundle)
4. طناب مایل پروکسیمال (Proximal oblique cord)
5. طناب مایل فرعی دورسال (Dorsal oblique accessory cord)

از نظر عملکردی مامبران بین استخوانی جزئی از سین دسموز رادیواولنا می باشد که خودش به صورت یک مفصل فیبروزی بین دو استخوان عمل می کند و سبب می گردد که نیروهایی که به دیستال رادیوس وارد می‌شوند به پروکسیمال اولنا منتقل کردند. از طرف دیگر این غشا باعث می گردد که کمپارتمان های قدامی و خلفی ساعد از یکدیگر جدا شوند. خود غشا در کنار استخوان هایی که با آنها متصل است محل منشاء گرفتن عضلات ساعد نیز می باشند.